# Figuren in den New Gods Comics
Der folgende Artikel bietet einen Überblick über die Figuren der DC-Comics-Reihen über The New Gods von Jack Kirby, die seit den 1970er Jahren u. a. in den Comicserien Forever People, Jack Kirby’s Fourth World, Mister Miracle, The New Gods und Orion beschrieben worden ist und im DC-Universum spielen.

## Schauplätze der „Fourth-World“-Mythologie
Die Figuren der New Gods Mythologie bewohnen zwei grundverschiedene Planeten: Die „guten“ Götter um den weisen Highfather bewohnen den paradiesischen Planeten New Genesis, während die „bösen“ Götter um den despotischen Darkseid auf der düsteren Welt Apokolips hausen. Die Namen beider Planeten sind der Bibel entlehnt: Während New Genesis, das dem Garten Eden nachempfunden ist, seinen Namen vom 1. Buch Moses (das Buch Genesis, das erste Buch des Alten Testaments) bezieht, trägt Apokolips seinen Namen in Anlehnung an die Offenbarung des Johannes (auch Apokalypse des Johannes, das letzte Buch des Neuen Testaments). Bezeichnenderweise handeln diese Bücher von der Erschaffung der Erde im Rahmen der Schöpfung beziehungsweise von ihrer Zerstörung anlässlich der Apokalypse.
Obwohl beide Planeten grundverschieden sind, werden sie in den New-Gods-Geschichten traditionell auf einen gemeinsamen Ursprungsplaneten – Genesis – zurückgeführt, der, so die Geschichten, sich im Zuge des Krieges der Vorfahren der „neuen Götter“, der sogenannten „alten Götter“, in zwei verschiedene Planeten aufgespalten hat: einen, der die guten Eigenschaften des alten Planeten in sich vereinigt, und einen, in dem sich die bösen konzentrieren. Beide Planeten liegen seither – mit Unterbrechungen – im Dauerkonflikt miteinander und bekriegen sich regelmäßig, wobei keine Seite dauerhaft die Oberhand gewinnen kann.

### Apokolips
Apokolips ist die Heimat der „dunklen Götter“ um ihren Anführer Darkseid, früher genannt Uxas, der den Planeten regiert.
Der Planet wird üblicherweise als ein bedrückender und unheilvoller Ort dargestellt, dessen Bevölkerung – die sogenannten „Hungerhunden“ – in ständiger Unterdrückung leben. Der ursprüngliche Planet ist einigen Geschichten zufolge bereits abgestorben. Darkseid soll ihm auf technischen Wege die „Lebensenergie“ ausgesaugt haben und daraufhin die Durchsetzung der toten Planetenmasse mit einem metallischen Gerippe und einer Verschalung durch metallische Bodenplatten veranlasst haben, um den Planeten zusammenzuhalten. Dementsprechend erscheint Apokolips bei Bildern, die den Planeten in seiner Gänze aus der Weltraumperspektive zeigen, meist als eine gigantische Metallkugel.
Bei der Darstellung des Lebens von Darkseid und seinen Unterführern sowie den unterdrückten Hungerhunden orientierte Jack Kirby – wie auch alle späteren Künstler – sich an den Vorstellungen der christlichen Bildkunst von der Hölle sowie an den Darstellungen der menschenfeindlichen Arbeitswelt der Industriearbeiter in den Fabriken des 19. und frühen 20. Jahrhunderts in der Malerei und Photographie. Wiederkehrende optische Merkmale des Planeten sind dementsprechend flammenlodernde Abgründe im Boden („Feuergruben“), Städte, die durch verstörende, graue Gebäudekolosse und Straßenschluchten geprägt sind, und unterirdische Katakomben.
Die Bevölkerung besteht aus drei Gruppen:
1. den Hungerhunden, die die Masse der arbeitenden Bevölkerung bilden,
2. einem Volk humanoider Insekten und
3. den Paradämonen, Hybridkreaturen aus Dämon und Roboter, die Darkseid als Ordnungshüter und Krieger dienen.

Darkseid ist zugleich Monarch des Planeten, Hohepriester des Götterkultes auf Apokolips und Gegenstand der Verherrlichung als „höchstes Wesen“.

### New Genesis
Der Planet New Genesis ist die Heimat der „hellen Götter“ um den Highfather. Er wird erstmals in New Gods #1 (US) von 1970 vorgestellt. Der Planet wurde von Jack Kirby – und seither von allen seinen Nachfolgern – als ein riesiger, planetengroßer, Garten Eden dargestellt, der von den Folgen menschlicher Besiedelung (Bebauung, Straßennetz, Umweltzerstörung etc.) unberührt geblieben ist. Um die Planetenoberfläche vor den „Verunstaltungen“ der Zivilisation zu bewahren, leben seine Bewohner, die „Götter“ von New Genesis um den weisen Highfather, in einer fliegenden Stadt namens Supertown die einige hundert Meter im Himmel über der Planetenoberfläche schwebt.
Die Bevölkerung von New Genesis teilt sich in eine Zweiklassengesellschaft:
- eine Gruppe aus menschenähnlich aussehenden Wesen mit nahezu unermesslicher Macht, die sich selbst als Götter betrachten, und
- die „Bugs“ („Käfer“) eine von Insekten abstammende Rasse aus humanoiden Käfern die in der Kruste des Planeten in unterirdischen Bauten lebt.

Die Bewohner von New Genesis sind im Verhältnis zu den Bewohnern anderer Planeten mehrere Meter hohe Riesen. Um dennoch mit den Bewohnern anderer Planeten in Kontakt treten zu können, bedienen sie sich der sogenannten Schallröhren (englisch: Boom tubes), spezieller Sternentore mit denen sie von einem Platz im Universum zu einem beliebigen anderen reisen können und bei deren Durchschreiten sie den Größenverhältnissen des jeweiligen Planeten angepasst werden; wenn ein Bewohner von New Genesis sich auf einen anderen Planeten begibt, wird er geschrumpft, wenn Bewohner anderer Planeten nach New Genesis kommen, werden sie vergrößert. Tief im Innern von New Genesis befindet sich das Höhlenlabyrinth „Nekropolis“, in dem die letzten Überlebenden, die „alten Götter“ ihre Zuhause gefunden haben und sich vor anderen Lebewesen verbergen. Von den alten Göttern ist Sirius bislang als einziger in Erscheinung getreten.

## Charaktere in den New Gods Comics

### Götter von New Genesis

#### Avia
Avia war die Gemahlin von Izaya dem ersten Highfather, dem weisen Herrscher über die Götter von New Genesis und Mutter des Gottes Scott Free (Mister Miracle). Avia und Izayas Ehe war glücklich, endete jedoch früh als Avia während einer Invasion von New Genesis durch die Götter von Apkokolips von dem Krieger Steppenwolf getötet, als sie sich opferte, um ihren Gatten, auf den Steppenwolf es eigentlich abgesehen hatte, zu retten. Izaya rächte ihren Tod, indem er Steppenwolf erschlug und die Invasion so vereitelte.

#### Beautiful Dreamer
Beautiful Dreamer ist ein Angehöriger der Forever People, einer Gruppe junger Abenteurer die auf New Genesis lebt. Sie verfügt über psionische Kräfte mit deren Hilfe sie Illusionen erzeugen kann. Beautiful Dreamer hatte in der Urversion der New Gods eine Beziehung zu Mark Moonrider, in der modernen Variante des Stoffes war sie mit Big Bear verheiratet, mit dem sie eine Tochter namens Maya hat. Zuletzt hatte Dreamer eine Beziehung mit dem Gott Takion.

#### Big Barda
Big Barda (auch Barda Free) ist die Gemahlin von Scott Free (Mister Miracle). Barda – eine amazonenhafte, groß gewachsene Kriegerin die meistens eine schwere Rüstung trägt – war ursprünglich eine Bewohnerin von Apokolips, wo sie die „Female Furies“, eine Eliteeinheit der Streitkräfte von Apokolips die nur aus Frauen besteht, anführte. Barda debütierte in Mister Miracle #4 (US) vom Oktober 1971. Nachdem sie sich in Scott Free, dem Sohn des Herrschers von New Genesis, Izaya, der als Säugling gegen Darkseids Sohn Orion zur Bekräftigung eines Friedensvertrages zwischen beiden Planeten ausgetauscht worden war und als Gefangener Darkseids auf Apokolips aufwuchs, verliebt hatte, half Barda ihm von dem Planeten zu entkommen und zur Erde zu fliehen. Später folgte sie ihm nach und beide heirateten. Big Barda ist die Umkehrung des traditionellen weiblichen Rollenklischees in Comics: Im Gegensatz zu ihrem schlauen und gewieften, körperlich aber nur durchschnittlich starken Mann, besitzt Barda gewaltige Körperkräfte, die sie häufig einsetzt, um Scott Free zu beschützen und so die traditionelle Rollenverteilung umzukehren. Zudem verfügt sie über eine futuristische Waffe namens „Mega rod“, eine Art Kampfkeule. Optisch ist Barda einem Posing der Leichtathletin Lainie Kazan in der Männerzeitschrift Playboy nachempfunden.
Barda trat in den Zeichentrickserie Batman Beyond und Justice League Unlimited auf (US-Synchronstimme: Farrah Forke).

#### Big Bear
Big Bear ist ein riesenhafter, kräftig gebauter, bärenstarker junger Gott der den Forever People, einer Gruppe abenteuerlustiger Junggötter angehört. Big Bear verfügt außerdem über die Fähigkeit die Dichte von Objekten mental zu verändern.

#### Forager
Forager war ein humanoides Insektenwesen das auf New Genesis lebte. Er debütierte in New Gods #9 (US) vom August 1972. Forager verfügte über gewaltige Körperkraft und die Fähigkeit wie ein Insekt riesige Sprünge in Relation zu seiner Körpergröße zu machen (mehrere Meter aus dem Stand hoch und weit). Er gehörte einem Volk aus menschenähnlichen Insekten an, das unter der Erdoberfläche von Apokolips in unterirdischen Bauten lebt und von einer Herrscherin namens „Queen Widow“ regiert wird. In der ursprünglichen „New Gods“-Serie zählte er zu den wichtigsten Verbündeten der New Gods im Kampf gegen die Mächte von Apokolips, wobei ihm von den „Göttern“ aufgrund seiner Insektenabstammung häufig Vorurteile entgegengebracht wurden. In der Miniserie Cosmic Odyssey starb er im Kampf mit Darkseid. Später trat ein neuer Charakter, mit ähnlichem Aussehen und denselben Fähigkeiten, der zudem den Namen des „gefallenen Helden“ annahm an seine Stelle. Forager trat in der Zeichentrickserie „Justice League“ auf (US-Synchronstimme: Corey Burton), in der er die Helden dieser Reihe im Kampf gegen den bösen Außerirdischen Brainiac unterstützte.

#### Forever People
Die Forever People (sinngemäß „Ewigkeitsmenschen“) sind eine Gruppe junger Götter die auf dem utopischen Planeten New Genesis leben und dort, sowie auf dem dystopischen Nachbarplaneten Apokolips allerlei phantastische Abenteuer erleben. Die Gruppe – eine Art Clique aus jungen Hippies die über futuristische Technologie verfügen – besteht aus Beautiful Dreamer, Big Bear, Mark Moonrider, Serifan und Vykin. Die Figuren debütierten in Forever People #1 (US), der ersten Ausgabe ihrer eigenen Serie vom Februar 1971, die es auf insgesamt 11 Ausgaben brachte. In den 1980ern erschien eine zweite (Mini-)Serie die es auf sechs Ausgaben brachte. Die Serie befasste sich mit dem alten Thema einer Jugendgruppe die versucht ihren Platz in der Gesellschaft zu finden – nur dass sie das Thema von einem urbanen in einen Sci-Fi-Kontext verrückt. Bei ihren Abenteuern haben die Forever People häufig mit Schergen von Darkseid, dem bösen Herrscher von Apokolips zu tun, gegen die sie sich mit ihren eigenen übermenschlichen Super-Fähigkeiten und mit elaborierter Technologie (am wichtigsten ein fliegendes übergroßes Motorrad namens Super-Mobile) von New Genesis erwehren. Wenn sie auf besonders mächtige Gegner treffen, können die Forever People sich zusammenschließen und durch das gemeinsame Ausrufen des magischen Wortes „Taruu“ den Helden Infinity-Man aus einer anderen Dimension heraufbeschwören, um ihre Gegner zu besiegen: Für die Dauer von Infinity-Mans Anwesenheit in der Dimension der Forever People werden diese in seine Dimension auf einen Planeten namens Adon verrückt. Wenn Infinity-Man seine Aufgabe erfüllt hat, nimmt er wieder seinen Platz auf Adon ein, während die Forever People in ihre Welt und Dimension zurückkehren.

#### Highfather
Highfather („Heiliger Vater, Hochvater“) ist der Beherrscher von New Genesis. Strenggenommen ist Highfather kein Name, sondern der Titel des jeweils amtierenden Herrschers von New Genesis. Innerhalb der „New Gods“-Mythologie wird der Name Highfather jedoch nahezu ausschließlich mit Bezug auf Izaya verwendet, jenem Mann der innerhalb der meisten „Fourth World“-Geschichten dieses Amt innehat. Seit der „Genesis“-Storyline von 1997 – in der Izaya vom griechischen Gott Ares erschlagen wurde – nimmt jedoch der junge Gott Takion die Position und den Titel Highfather ein. Da Takion in seinem eigenen Abschnitt vorgestellt wird, wird hier im Folgenden von Izaya die Rede sein, wenn von Highfather gesprochen wird:
Izaya (phonetisch angelehnt an den alttestamentlichen Propheten Isaiah) war ein milder, weiser alter Mann mit einem biblischen Äußeren: Er trug ehrwürdige Roben und einen langen weißen, wolligen Bart sowie einen langen Stab. Er debütierte in New Gods #1 (US). Er besaß die Gabe mit der „Quelle“, der Essenz aller Macht im Universum zu kommunizieren. Daneben konnte er sich telepathisch mit anderen Wesen verständigen und Energieprojektion erschaffen. Izaya ist in der Fourth World der traditionelle Gegenspieler von Darkseid, dem finsteren Herrscher von Apokolips.
Izayas Gattin Avia wurde von Darkseid ermordet – der es so aussehen ließ als habe sein Onkel Steppenwolf den Mord begangen. Izaya rächte sich für diese Bluttat, indem er Steppenwolf erschlug und so einen Krieg zwischen New Genesis und Apokolips entfesselte, der erst beigelegt wurde, als er und Darkseid sich bereit erklärten, zur Bekräftigung ihres Friedenswillens ihre Söhne Scott Free und Orion auszutauschen: Während Izayas Sohn nach Apokolips gegeben wurde, nahm er Darkseids Sprössling Orion auf, den er an Sohnes statt aufzog. Es gelang ihm schließlich den wilden Orion zu zähmen und zu einem Kämpfer für die Sache der Götter von New Genesis zu machen. Während seiner Herrschaft trat er häufig in mentale Zwiesprache mit der Quelle um sich Rat und Beistand von der Urkraft aller Dinge – als die er die Quelle betrachtet – zu holen und so auf die bestmögliche Weise zu herrschen. Nach Izayas Tod wurde er als Angehöriger einer Gruppe namens „Quintessenz“ in die Unsterblichkeit entrückt: Gemeinsam mit dem Magier Shazam, dem Wächter Ganthet, dem Göttervater Zeus und dem Phantom Stranger wacht er seither als Beobachter aus dem Jenseits über die Geschicke des Universums.
Izaya hatte mehrere Auftritte in den Zeichentrickserien „Superman: The Animated Series“ und „Justice League“ (US-Synchronstimme: Mitchell Ryan).

#### Infinity-Man
Infinity-Man ist einer der mächtigsten Götter von New Genesis. Er debütierte in Forever People #1 (US) von 1971. Infinity-Man verfügt über nahezu grenzenlose Kraft und Ausdauer, über die Fähigkeit zu fliegen, über Unverwundbarkeit, Phasing, Magnetokinese, sowie die Gabe die sogenannten Infinity-Beams abzufeuern und Materie zu manipulieren. Ursprünglich war „Infinity Man“ der Kampfname des Kriegers Astorr der von einem namentlich unbenannten fernen Planeten innerhalb des Universums der „Fourth World“ stammte. Als Astorr im hohen Alter während einer Reise nach New Genesis kam, traf er bei einer Wanderung durch die Wildnis auf den schwer verwundeten Drax, Darkseids älteren Bruder. Dieser war von seinem Bruder und dessen Handlanger Desaad in eine Falle gelockt und bei dem Versuch die Zaubermacht der Omega-Strahlen zu bezwingen und sich zu eigen zu machen schwer verbrannt worden. Astorr nahm sich des Verwundeten an und pflegte ihn gesund. Als er selbst im Sterben lag übergab Astorr die geheimnisvolle Macht sich in Infinity Man zu verwandeln an Drax. Dieser brauchte Jahre, um zu lernen seine neuen Fähigkeiten zu kontrollieren. Danach schloss er sich den Göttern von New Genesis um Highfather (Izaya) an. Außerdem wurde er zum Mentor und Beschützer der Forever People einer Gruppe junger Götter die auf New Genesis lebt. Darkseid der Infinity-Man als eine Gefahr erkannte versetzte diesen schließlich in eine andere Dimension, in der er auf einem Planeten namens Adon lebt. Diese Dimension kann Infinity-Man nur dann verlassen, wenn die Forever People (zumeist in einer schweren Notlage) ihre Hände zusammenlegen und alle gemeinsam das magische Wort „Taaru“ ausrufen, um ihn aus seiner Dimension heraufzubeschwören. Dabei findet stets eine Art Austauschprozess statt: Infinity-Man wird in die Dimension der New Gods versetzt während die Forever People nach Adon platziert werden. Wenn Infinity-Man seine Aufgabe beendet hat, gibt er die Kraft die ihn in die „Fourth World“ versetzt hat zurück, woraufhin er nach Adon und die Forever People von Adon in die „Fourth World“ zurückversetzt werden. Das Konzept der kollektiven Heraufbeschwörung wurde später unter anderem in der Zeichentrickserie Captain Planet adaptiert, in der eine Gruppe Jugendlicher, das „Planeten-Team“, den Titelhelden auf eine ähnliche Weise in ihre Realität ruft, um Umweltsündern den Garaus zu machen.

#### Izayah
Izayah war der ursprüngliche Name des ersten Highfathers.

#### Jezebelle
Jezebelle ist eine ehemalige Schülerin der bösen Göttin Granny Goodness die das Waisenhaus von Apokolips leitet. Während eines Angriffs der Götter von Apokolips auf New Genesis desertierte Jezebelle – die es stets ablehnte zu töten – und lief zu den Göttern von New Genesis über, die sie in ihre Gemeinschaft aufnahmen. Sie debütierte in New Gods #12 (US) vom Juli 1977 (Autor: Gerry Conway, Zeichner: Don Newton) und besaß die Fähigkeit zu fliegen und Strahlen aus ihren Augen abzusondern. Die Figur trat fast ausschließlich in einigen Abenteuern der Jahre 1977–1978 auf und war seither nur noch in Cameo-Auftritten zu sehen. Damit ist sie eine der am wenigsten etablierten Figuren der „New Gods“-Mythologie.

#### Lightray
Lightray („Lichtstrahl“) ist ein junger Gott von New Genesis und der beste Freund des grimmigen Helden Orion, einer der Hauptfiguren der New Gods. Lightray, der auch Sollis heißt, debütierte in New Gods #1 (US) vom Februar 1971. Er ist ein stets vergnügter junger Gott mit einem „sonnigen“ optimistischen Gemüt, der es anders als der aggressive Orion vorzieht seine Konflikte durch Verhandeln beizulegen. Seinen Namen verdankt er einem „strahlenden“ Charakter, sowie seinen energetischen Kräften, die es ihm ermöglichen wie ein Lichtstrahl zu fliegen und schillernde Energiestrahlen (Laser, Hologramme, Hitze) aus seinem Leib abzufeuern und kann sich, wie der Name schon andeutet, schnell wie das Licht bewegen. Er scheint in Teilen dem Gott Apollon der griechischen Mythologie nachempfunden zu sein.
Lightray hatte Auftritte in den Zeichentrickserien „Superman: The Animated Series“ und „Justice League Unlimited“, in denen er im US-amerikanischen Original von Rob Paulsen synchronisiert wurde.

#### Mark Moonrider
Mark Moonrider ist ein junger Gott der zu der Gruppe der Forever People gehört, deren Anführer er ist. Mit seiner Gemahlin Mina hat er drei Kinder: Merry, Wendy and Starbright. Er kann mit seinem megaton Touch Energiebolzen aus seinen Händen verschießen.

#### Mister Miracle
Mister Miracle, alias Scott Free, ist einer der zentralen Charaktere der „Fourth World“-Mythologie. Er ist der Sohn von Izaya, der als Highfather über den Planeten New Genesis herrscht. Um einen Friedensvertrag mit New Genesis’ kriegerischen Nachbarplaneten Apokolips zu besiegeln, wurde Scott Free als Säugling gegen Orion, den Sohn von Darkseid, dem Herrscher von Apokolips, als Faustpfand für den Erhalt des Friedens ausgetauscht und wurde hernach auf Apokolips großgezogen. Er debütierte in dem Comicheft Mister Miracle #1 (US) vom April 1971, der ersten Ausgabe seiner eigenen Serie. Free ist als Persönlichkeit an den mit Kirby befreundeten Autoren Jim Steranko angelehnt, der vor seiner Schriftstellerkarriere als Entfesselungskünstler gearbeitet hatte, während seine Beziehung zu seiner Ehefrau Big Barda der seines Erfinders Jack Kirby zu dessen Ehefrau nachempfunden ist. Der Name Scott Free ist wiederum eine Anspielung auf die englische Redewendung „to get away scott free“ die soviel bedeutet wie „ungeschoren mit etwas davonkommen“ (wie Free mit seiner Flucht von Apokolips).
Auf Apokolips wurde Free in dem Waisenhaus der sadistischen Granny Goodness, einer Dienerin Darkseids, großgezogen, die sich vergeblich mühte, den friedfertigen Jungen zu brutalisieren. Je älter Free wurde, desto mehr rebellierte er gegen die totalitäre Ideologie und den Kult um Tod und Gewalt der auf Apokolips praktiziert wurde. Mit Hilfe des Widerstandskämpfers Himon und von Big Barda, einer Schülerin von Granny Goodness, die sich in ihn verliebt hatte, gelang es ihm schließlich von Apokolips zu fliehen und auf die Erde zu entkommen. Darkseid nutzte diese – von ihm vorhergesehene – Tat als Vorwand, um die Feindseligkeiten gegen New Genesis aufs Neue aufzunehmen.
Auf der Erde heuerte Free bei einem wandernden Jahrmarkt an, wo er den Entfesselungskünstler Thaddeus Brown traf, der unter dem Künstlernamen Mister Miracle das Publikum des Jahrmarktes mit immer neuen staunenswerten Aktionen in seinen Bann schlug. Mister Miracle war dabei ein in fröhlichen Zirkusfarben aus Rot, Gelb und Grün kostümierter Zauberkünstler mit einer Gesichtsmaske und einem prunkvollen Umhang, der sich nach dem Vorbild von Harry Houdini durch verblüffende Tricks aus schier aussichtslosen Situationen befreite. Er wurde Browns Schüler, von dem er das Handwerk des Entfesselungskünstlers erlernte, in dem er aufgrund seiner natürlichen Begabung in diesem Bereich rasch zu vollendeter Perfektion heranreifte. Nachdem Brown von einem Mann namens Steel Hand ermordet worden war, übernahm Free Browns Platz als Entfesselungskünstler des Jahrmarktes und die Identität des Mister Miracle. Gemeinsam mit Browns Freund und Assistenten, dem pfiffigen Zwerg Oberon, und seinem Schützling Shilo Norman gründete er schließlich seine eigene „One Man Show“. Neben seinem natürlichen Talent als Entfesselungskünstler kam Free die von Apokolips mitgebrachte, überlegene außerirdische Technologie bei seinen Auftritten sehr zu pass.
Neben seiner Karriere als Jahrmarktkünstler musste Mister Miracle sich unentwegt mit Schergen Darkseids, wie z. B. Doctor Bedlam, Kalibak und den Female Furies herumschlagen, die den Auftrag hatten, ihn nach Apokolips zurückzubringen. Mit Hilfe von Big Barda – die auch von Apokolips hatte fliehen können und ihre Beziehung zu ihm wiederaufnahm – gelang es ihm schließlich, Darkseid dazu zu veranlassen, seine Nachstellungen einzustellen, indem er sich auf Apokolips gegen einen Diener Darkseids im Kampf bewährte. Gemeinsam mit Barda und Oberon zog Free schließlich in die Vorstadt von New York, um ein beschauliches Leben als Privatmann zu leben (Mister Miracle US, Volume 2, 1987–1990). Später erfuhr er von seiner Herkunft von New Genesis und siedelte nach dort über.
Mister Miracle trat in den Zeichentrickserien Superman: The Animated Series und Justice League und Justice League Unlimited auf (US-Synchronstimme: Ioan Gruffudd bzw. Zack Shada).

#### Orion
Orion ist eine der zentralen Figuren der „New Gods“-Mythologie. Er debütierte in New Gods #1 (US) vom Februar 1971. Orion ist der Sohn von Darkseid, dem Beherrscher von Apokolips und seiner zweiten Gattin, Tigra. Seine Brüder sind Kalibak und Grayven.
Orion trat in den Zeichentrickserien Superman: The Animated Series und Justice League Unlimited auf, in denen er Superman und die Justice League bei ihren Auseinandersetzungen mit Darkseid zur Seite stand (US-Synchronstimme: Steve Sandor bzw. Ron Perlman).

#### Serifan
Serifan (ein Kofferwort aus engl. serial fan „Fan von Kinoserials“ [Anspielung auf Serifans Neigung sich wie die Cowboys aus den amerikanischen Western-Serials zu verkleiden]) ist der jüngste Gott der Gruppe der Forever People, einer Clique junger Götter die auf New Genesis lebt und gemeinsam allerlei Abenteuer erlebt. Serifan kleidet sich wie ein Cowboy des amerikanischen Wilden Westen, er verfügt über keine übermenschlichen Fähigkeiten, dafür jedoch über Spezialpistolen die aussehen wie Wild-West-Colts mit denen er „kosmische Kartuschen“ (!) abfeuern kann mit denen er unter anderem Anti-Schwerkraftfelder erzeugen kann oder Kraftfelder aufbauen kann.

#### Vykin
Vykin (Vykin the Black) ist ein junger Gott der der Gruppe der forever People, einer Clique abenteuerlustiger junger Götter die auf New Genesis leben. Vykin war der erste schwarzhäutige Superheld der in einem amerikanischen Comic auftrat. Vykins Mutter ist die Göttin Valkyra. Vykin verfügt über magnetische Kräfte, die es ihm ermöglichen Gegenstände aus Metall oder Stahl anzuziehen oder abzustoßen.

#### Takion
Takion, alias Joshua Saunders, ist die „Verkörperung der Quelle“, einer kosmischen Macht in der „New Gods“-Mythologie, die das Wesen und die Kraft des Universums in sich bündelt. Nach dem Tod von Izaya folgte Takion diesem in der Position des Highfathers, dem Regenten über den Planeten New Genesis, auf dem die „friedliche Hälfte“ der New Gods lebt, nach. Er debütierte in Takion #1 (US) vom Juni 1996 (Autor: Paul Kupperberg, Zeichner: Aaron Lopresti). Die nach ihm benannte Serie lief 1996 für sieben Ausgaben. Takions Aussehen, seine Kräfte und seine Persönlichkeit und Zielsetzung ähneln in überaus deutlicher Weise denen der Comicfigur Silver Surfer, dessen Abenteuer von Marvel Comics verlegt werden.
Josh Saunders war ein blinder Psychologe der vom Highfather auserwählt wurde als „Quellen Elemental“ zu dienen. In dieser Eigenschaft besitzt er die Fähigkeit die Quelle zu manipulieren. Ursprünglich behauptete Highfather, er habe Saunders auserwählt, um die Reinheit der Quelle von äußeren Einflüssen zu gewährleisten. Wie sich später herausstellte, war dies eine Notlüge gewesen, um Saunders eigentliche Aufgabe, nämlich als Nachfolger Izayas zu dienen, falls dieser ums Leben kommen sollte, zu verschleiern. Nachdem Highfather ihm die Fähigkeit verliehen hatte sich gewissermaßen in die Quelle einzuklinken und ihre Macht direkt in sich einfließen zu lassen und zu gebrauchen, ging Saunders, dem Highfather den Namen Takion verliehen hatte, ins Weltall um den Gebrauch seiner neuen Fähigkeiten zu üben, ohne für andere eine Gefahr zu werden. Takions Erzfeindin in dieser frühen Phase seiner Existenz war eine Frau namens Stayne, eine Agentin Darkseids, die dieser ausgeschickt hatte, um Takions Mission zu vereiteln. Nach dieser „Lernphase“ wurde er in den Kreis der Götter von New Genesis aufgenommen und nach Izayas Ermordung durch den Kriegsgott Ares zum neuen Highfather erkoren.
Er verfügt über die Fähigkeit die Körper anderer Lebewesen zu beherrschen, ihren Verstand zu lesen und ihre Zukunft durch das gleichzeitige Lesen ihres Bewusstseins und des Zeitstroms vorherzusehen. Er kann fliegen und im Weltall überleben, seinen Körper in Einzelteile auflösen. Lebendige Verkörperung der Quelle, trägt den Geist des Highfathers in sich, Bindeglied zwischen Quelle und New Gods; Materie neu strukturieren und anordnen, indem er subatomare Partikel neu anordnet; teleportieren, ungreifbar machen; Energie kanalisieren und anwenden (Energiestöße verschießen); kann subjektive Zeit verändern und Energiefelder erzeugen.

### Götter von Apokolips

#### Amazing Grace
Amazing Grace ist eine Angehörige der „Elite“, der Leibgarde des Gottes Darkseid, dem despotischen Herrscher von Apokolips. Sie debütierte in Superman #3 (Vol. 2, US) vom März 1987 (Autor und Zeichner: John Byrne). Amazing Grace ist nach einem berühmten gleichnamigen englischen Kirchenchoral benannt (Amazing Grace) und ähnelt in auffälliger Weise der Magierin Circe aus der griechischen Mythologie. Sie ist die Schwester des Gottes Glorious Godfrey und verfügt wie dieser über die Gabe, den Verstand anderer Menschen durch bloßes Reden in ihrem Sinne zu beeinflussen, d. h. zu manipulieren. In der ersten Geschichte um Amazing Grace, lockte diese den irdischen Helden Superman im Auftrag von Darkseid in eine Falle, löschte sein Gedächtnis, verführte ihn und überzeugte den „Mann aus Stahl“ zeitweise davon, der Sohn Darkseids zu sei und diesem dienen zu müssen. Nachdem Superman seine Erinnerungen im Kampf mit Orion zurückgewonnen hatte, wandte er sich gegen Darkseid, der ihn zur Erde zurückschickte. Darkseid griff auch später noch in verschiedenen anderen Geschichten auf die manipulativen Fähigkeiten von Amazing Grace zurück, die ungeachtet ihrer nachträglich erfolgten Einfügung in die „Fourth World“-Mythologie innerhalb der Superman-Serie (die eigentlich nur sehr am Rande mit den „New Gods“ zu tun hat) zu einem festen Teil des „New God“-Stoffes geworden ist.

#### Artemiz
Artemiz (Artemis) ist eine Angehörige von Darkseids Elitetruppe, den „Female Furies“. Sie debütierte in Suicide Squad #35 (US) von 1989 (Autor: John Ostrander). Artemiz geriert sich selbst als eine Art High-Tech-Amazone: Sie bedient sich eines altmodischen Bogens, mit dem sie Pfeile verschießen kann, kann nach Jägerart Fährten lesen und gebietet über ein Rudel aus drei kybernetisch aufgebesserten Wölfen namens Unus, Secondus und Tertius. Artemiz wurde von Granny Goodness in das Team der Furies aufgenommen, nachdem Lashina bei einer Mission zur Erde scheinbar ums Leben gekommen war. Im Team wurde sie allgemein wohlwollend aufgenommen und kam mit allen Mitgliedern gut zurecht – mit Ausnahme von Stompa, mit der sie unentwegt im Streit lag. Nach Lashinas Rückkehr in das Team wurde Artemiz zu einem Reservemitglied.

#### Bernadeth
Bernadeth ist die Schwester des Gottes Desaad, sowie die rechte Hand von Granny Goodness und Anführerin von Darkseids Elitetruppe „The Female Furies“. Bernadeth, die von allen Furien als die intelligenteste gilt, debütierte in Mister Miracle #6 (US) vom Februar 1972. Charakterlich ähnelt die auch äußerlich abstoßende Bernadeth ihrem Bruder Desaad über alle Maßen: Wie er ist sie grausam, tückisch und treulos. Bernadeth war eine der ersten Frauen, die sich Darkseids Elitetruppe „The Female Furies“ anschlossen: Nachdem Bernadeth – die es hasste anderen untergeordnet zu sein – dort einige Jahre unter dem Kommando von Big Barda und später Lashinas, zwei anderen „Furien“ hatte dienen müssen, wurde sie nach Bardas Flucht zur Erde und Lashinas „Verschwinden“ während einer Mission (für das Bernadeth die Lashina in einer Notlage im Stich ließ verantwortlich war) schließlich selbst zur Führerin der Female Furies berufen. Als Lashina nach Apokolips zurückkehrte um sich für Bernadeth Verrat zu rächten, tötete sie diese im Zweikampf, wofür Darkseid sie ihrerseits tötete: Danach rief Darkseid zunächst Bernadeth und später Lashina zurück ins Leben, die die Führung der Furies fortan gemeinsam ausüben mussten. In der Vergangenheit hatte Bernadeth – die körperlichen Auseinandersetzung trotz beachtlicher Kampfkraft aus dem Wege zu gehen versucht und sich bevorzugt im Hintergrund hält – es mit solchen Helden wie Superman, den Sovereign Seven, Supergirl, der Young Justice und Wonder Woman zu tun. Als Spezialwaffe verfügt sie über das sogenannte Fahren-Knife, mit dem sie Menschen von innen nach außen aufschneiden kann. Zuletzt sah man Bernadeth – nach der mutmaßlichen Zerstörung von Apokolips – in einem von Granny Goodness betriebenen Bordell auf der Erde als Prostituierte arbeiten. Bernadeth hatte einen Auftritt in der Zeichentrickserie „Justice League Unlimited“.

#### Bloody Mary
Bloody Mary ist eine Angehörige der „Female Furies“, einer Elitetruppe die im Dienst von Darkseid, dem herrschenden Gott auf Apokolips steht. Sie debütierte in Hawk and Dove #21 (US; Autoren und Zeichner: Karl und Barbara Kesel). Bloody Mary, die wie ihr Name schon andeutet die Fähigkeit besitzt anderen Lebewesen durch einen Vampirbiss das Blut abzusaugen, gehört der zweiten Generation der Female Furies, einer Art Nachwuchsgruppe aus der sich künftige Furien rekrutieren, an. Neben ihren Vampirfähigkeiten verfügt sie über die Gabe, aus ihren Augen Strahlen abfeuern mit denen sie Gegenstände und Personen telekinetisch bewegen kann, sowie über gedankenkontrollierte Metallscheiben, die sie unter ihre Füße schnallt und mit deren Hilfe sie fliegen kann. Bloody Marys augenfälligste Eigenschaft ist ihre Aggression gegen jeden der sie berührt – eine Handlung, die sie mit dem Tod bestraft. Bloody Mary trat zuletzt in den 1990ern in der Serie „Sovereign Seven“ auf und wurde seither nicht mehr als Teil der „Fourth World“-Mythologie verwendet.

#### Brimstone
Brimstone („Bimsstein“) ist ein künstliches Wesen, das von Darkseid als „Maschine der Zerstörung“ in der Ausgabe #1 der US-Miniserie Legends (Autor und Zeichner: John Byrne) von 1986 geschaffen und auf die Erde geschickt wurde. Dort sollte Brimstone Unruhe und Vernichtung stiften, jene Dinge, an denen Darkseid sich am meisten delektiert. Brimstone ist ein hochhausgroßer, unentwegt in Flammen stehender Riese mit drachenhaften Zügen und nahezu unermesslicher Körperkraft. Die erste Inkarnation von Brimstone erweckte Darkseid zum Leben, indem er einem Nuklearreaktor sogenannte Techno-Samen (intelligente futuristische Technologie vom Planeten Apokolips die pflanzenartig wächst) eingab und so ein Wesen aus lebendigem Plasma erschuf, das der Reaktor „ausbrütete“, bis es diesem, voll ausgewachsen, entstieg. Brimstone begann einen unermüdlichen Zerstörungszug auf der Erde der ihn über den halben amerikanischen Kontinent führte und gewaltige Sachschäden und Todesopfer bewirkte. Er verkündete dabei unentwegt, ein „gefallene Engel“, geschickt von einem „erzürnten Gott“ zu sein, der der Menschheit die „Rechnung für ihre Sünden“ bringe. Der flammende Riese konnte schließlich von einer Spezialeinheit im Dienst der amerikanischen Regierung, der Suicide Squad, zerstört werden, indem der Scharfschütze Deadshot, ein Angehöriger der Squad, mit einer Spezialwaffe die Brimstones eigentlich „undurchdringbare“ Haut durchbrechen konnte, den Energiekern, der den Riesen zusammenhielt, zerstörte.
Eine weitere Inkarnation von Brimstone trat später gegen die Superhelden Superboy und The Ray und noch später gegen den marsianischen Helden Martian Manhunter an.
Eine von Brimstone inspirierte, gleichwohl namenlose, Kreatur trat in der Folge „Initiation“ der Zeichentrickserie „Justice League Unlimited“ auf. In dieser Folge wird Brimstone von einem Nordkorea nachempfundenen Sektenstaat geschaffen, geht auf einen Amoklauf durch die USA, bis er schließlich von der Justice League zerstört werden kann.

#### Darkseid
Darkseid ist der Beherrscher von Apokolips. Den sprechenden Namen („Darkseid“ klingt im Englischen wie dark side, „dunkle Seite“) gab er sich selbst. Sein ursprünglicher Name, bevor er seinen Bruder Drax ermordet, sich der Omegakraft bemächtigt und den Thron bestiegen hatte, war Uxas. Darkseid debütierte in Superman's Pal Jimmy Olsen #134 (US) vom November 1970. Schließlich wird er vom Dämon Neron im Duell getötet. Sein Tod ist nie von langer Dauer und so kehrte Darkseid immer wieder aus dem Tod zurück.
Er trat in mehreren Folgen der Zeichentrickserie The Super Friends aus den 1970ern auf. Dort versuchte er verschiedentlich die Heldin Wonder Woman dazu zu bewegen ihn zu heiraten (US-Synchronstimme: Frank Welker). In den 1990ern erschien Darkseid in den Zeichentrickserien Superman: The Animated Series und Justice League Unlimited. Dort tritt er (US-Synchronstimme: Michael Ironside) zunächst als ominöser Schurke im Hintergrund auf, der „die Fäden“ hinter den Taten verschiedener anderer, kleinerer Schurken (Bruno Mannheim, Kalibak u. a.) zieht, die in seinem Auftrag und mit von ihm zur Verfügung gestellter Ausrüstung handeln. In späteren Folgen der Serien wird er Hauptgegenspieler von Superman und der Justice League. Einmal unternimmt er einen direkten Angriff auf die Erde mit einer Invasionsflotte und wird erst durch das Eingreifen der Truppen von New Genesis aufgehalten. Da er die Erde nicht erobern konnte, versuchte Darkseid mit Hilfe von Granny Goodness (und derer Furien) anhand eines gelenkten Asteroiden diese zu zerstören, nur durch Supermans und Supergirls Eingreifen konnte das verhindert werden. Einen empfindlichen Schlag fügt Darkseid seinem Gegner zu, als er den Polizisten Dan Turpin – eine wiederkehrende Nebenfigur der Superman-Serie – mit seinem Omegablick tötete. Auch unterzog Darkseid Superman einer Gehirnwäsche und ließ ihn glauben, er sei sein Sohn. In Justice League Unlimited erhält er zum Schluss von Lex Luthor die von ihm begehrte Anti-Lebensgleichung, die, als er sie berührt, ihn und Luthor verschwinden lässt.
In dem Videospiel Justice League Heroes ist Darkseid der Hauptgegner.

#### Deep Six
Die Deep Six sind eine Gruppe von Unterwasserwesen die Darkseid dienen. Sie sind Hybridwesen aus Mensch, Fisch und Meeresechsen, die in den trüben Kanälen von Apokolips leben. Die Deep Six debütierten in New Gods #2 (US) vom April–Mai 1971. Alle Mitglieder der Gruppe können unter Wasser atmen und verfügen über übermenschliche Körperkräfte. Die Gruppe besteht aus Gole, Jaffar, Kurin, Shaligo, Slig und Trok. In Darkseids Auftrag treten die Deep Six regelmäßig gegen die New Gods oder irdische Helden an um Leid und Unruhe zu stiften. In der Vergangenheit hatten sie es unter anderem schon mit Orion und Aquaman zu tun. Die Deep Six wurden verschiedentlich getötet – da sie als Götter aber letztlich unsterblich sind, konnten sie von Darkseid immer wieder aufs Neue wiederbelebt werden.
Gole trägt einen sein ganzes Gesicht verbergenden Helm und bevorzugt Klingenwaffen. Jaffar trägt einen grünen Panzeranzug ohne Helm. Er kann wie auch Slig, der eine blaue Rüstung trägt, andere Wesen durch bloße Berührung mutieren lassen. Kurin trägt eine Art Dreizack und eine goldene Rüstung. Shaligo the Flying Fingback ist anders als seine Gefährten grünhäutig und blond, er verfügt über flügelähnliche Flossen, die es ihm ermöglichen zu fliegen. Trok trägt einen kupferfarbenen Helm und eine Axt.

#### Desaad
Desaad (auch Doctor Dezard) ist Darkseids sadistisch veranlagter Assistent. Sein Name ist angelehnt an den Namen des Marquis de Sade, nach dem das Wort Sadismus benannt ist. Desaad ist ein intrigenfreudiger, tückischer, grausamer und feiger, äußerlich im höchsten Maße abstoßender Mann der sich in ein orientalisch anmutendes Gewand (eine Art Kutte) hüllt, das bis auf sein Gesicht seinen ganzen Körper verbirgt. Desaad trachtet heimlich danach, den von ihm unentwegt umschmeichelten Darkseid eines Tages zu stürzen und an seine Stelle als Herrscher von Apokolips zu treten. Desaad debütierte in Forever People #2 (US) vom Mai 1971. Er verfügt über keine übermenschlichen Fähigkeiten – abgesehen von seiner Unsterblichkeit und seiner außerordentlich großen aber tückischen Intelligenz.
Ursprünglich war Desaad ein Bewohner von New Genesis und galt als „die reinste Seele“ auf diesem Planeten. Nachdem sein Charakter auf ungeklärte Weise korrumpiert worden war, wechselte er die Seiten und schloss sich den Göttern von Apokolips an. Dort stellte er seine Fähigkeiten als Erfinder von Waffen und Foltergeräten, als Berater und Foltermeister in den Dienst des jeweils Herrschenden. Desaad half dem apokalyptischen Prinzen Uxas bei der Ermordung seines Bruders Drax – dessen Tod Uxas zum Thronanwärter machte – und der Zähmung der sogenannten Omega-Force die Uxas zu Darkseid machte. Auf Uxas Weisung tötete er außerdem dessen Mutter Heggra, deren Mahl er vergiftete, so dass Uxas den Thron besteigen konnte.
Als Darkseids wichtigster Helfer war Desaad an unzähligen Plänen zur Eroberung New Genesis und der Erde beteiligt. Daneben war der ränkesüchtige Desaad auch ohne Darkseids Beteiligung in viele Aktionen verwickelt: So versorgt er regelmäßig die Verbrecherbande Intergang – deren Anführer Morgan Edge und Bruno Mannheim seine persönlichen Protegés sind – die in der amerikanischen Großstadt Metropolis tätig ist, mit apokalyptischer Waffentechnologie, um sich an dem Leiden zu ergötzen, dass diese Technologie über die Bewohner von Metropolis bringt. Dies brachte Desaad schon häufig in Konflikt mit Superman. Daneben hatte er es auch schon mit solchen Helden wie Green Lantern und Wonder Woman zu tun. Desaads wichtigste Verbündete neben Darkseid sind Darkseids Sohn Kalibak und sein Assistent Justeen (benannt nach „Justin“ einem Buch de Sades). Seine Hauptfeinde auf Apokolips sind Granny Goodness und Virmin Vunderbarr, mit denen er im Geheimen um die Nachfolge Darkseids streitet. Bei verschiedenen Gelegenheiten als Darkseid für tot gehalten wurde, lieferten die drei sich Bürgerkrieg im Kampf um die Macht.
Desaad trat in verschiedenen Zeichentrickserien auf so in „The Superfriends“ (US-Synchronstimme: René Auberjonois), „Superman: The Animated Series“ (Stimme: Robert Morse) und „Justice League Unlimited“.

#### Devilance
Devilance the Pursuer ist der Leibjäger von Darkseid dem herrschenden Gott von Apokolips. Devilance, der sich selbst als „Gott der Verfolgung“ tituliert, ist vor allen Dingen mit der Aufgabe betraut, Flüchtlinge von Apokolips aufzuspüren und auf den Planeten zurückzubringen. Er debütierte in Forever People #11 (US) vom August 1972. Devilance verfügt über übermenschliche Körperkräfte und Ausdauer, sowie die Fähigkeit seine eigene Körperdichte kraft seines Willens zu verändern. Daneben ist er ein vorzüglicher Fährtenleser. Als Waffe bedient er sich einer Pike, die imstande ist Energiestrahlen abzufeuern. Zu seiner Jagdbeute in der Vergangenheit zählten unter anderem schon die Forever People und der Infinity-Man, sowie der Weltraumfahrer Adam Strange und die Amazone Starfire. Devilance kam schließlich in einer Auseinandersetzung mit dem Kopfgeldjäger Lobo vom Planeten Czernia ums Leben, der ihn enthauptete.

#### Doctor Bedlam
Doctor Bedlam (auch Baron Bedlam) („Doktor Katastrophe“) ist ein Diener Darkseids. Er debütierte in Mister Miracle #2 (US) vom Mai–Juni 1971 und ist seither einer der wiederkehrenden Stammfeinde in den diversen Serien dieser Reihe geblieben. Bedlam besaß ursprünglich einen physischen Körper der später – auf ungeklärte Weise – in lebende psionische Energie transformiert wurde, so dass er nunmehr unsterblich und unverwundbar ist. Um körperlich zu werden, greift er manchmal auf Androiden zurück, in die er seinen Geist durch pure Willenskraft hineinversetzen kann – wenn diese Androiden zerstört werden kann er sein Bewusstsein in einen anderen transferieren. Sein Name leitet sich vom Bethlem Royal Hospital ab einer Nervenheilanstalt für Geisteskranke, die Bedlam zeitweise auf der Erde betrieb. Nach der scheinbaren Zerstörung von Apokolips in der ersten „New Gods“-Serie kam Doctor Bedlam zur Erde, wo er als Entfesselungskünstler (unter dem Namen Baron Bedlam) mit Mister Miracle konkurrierte und so den Grundstein für ihre Feindschaft legte. Hernach betätigte er sich vor allem als Arzt, in dieser Eigenschaft verabreichte er seinen Patienten vor allem Pillen die diese in den Wahnsinn trieben und so zu seinen gefügigen Werkzeugen machten.

#### Female Furies
Die Female Furies („weiblichen Furien“) sind eine Eliteeinheit der Armee von Apokolips, der ausschließlich weibliche Krieger angehören. Als Gruppe debütierten die Furies in ihrer Kernbesetzung (Lashina, Mad Harriet, Bernadeth und Stompa) Mister Miracle #6 (US) vom Februar 1972. Weitere Furien wurden später nachträglich eingeführt.
Die Furies bestehen aus zwei Formationen: Einer Seniorformation aus „altgedienten“ Rekinnen und einer Nachwuchsgruppe. Die Seniorgruppe umfasst traditionellerweise die Furien Bernadeth, Lashina, Mad Harriet und Stompa. Eine ehemalige Angehörige der Gruppe ist die Göttin Big Barda von New Genesis, die die Furies schließlich verließ, um nach New Genesis zu fliehen. Zeitweise Mitglieder der Seniorgruppe waren außerdem Wunda, Knockout und Aremiz. Die Juniorformation umfasst zumeist die Furien Bloody Mary, Gilotina, Malice Vundabarr und Speed Queen. Die Ausbilderin und Befehlshaberin der Furies ist die maliziöse Waisenhausleiterin Granny Goodness, die auch für die Rekrutierung und Ausbildung der Furies verantwortlich ist: Bei ihren Feldeinsätzen wird die Gruppe jedoch von einer „kämpfenden Furie“ geleitet – in der Vergangenheit war dies zumeist Lashina, gelegentlich auch Bernadeth und kurzzeitig Gilotina.
Die Furies traten in verschiedenen Folgen der Zeichentrickserie Superman: The Animated Series, Justice League und Justice League Unlimited auf, in denen sie sich Kämpfe mit Superman und der Gerechtigkeitsliga lieferten und außerdem in einen Bürgerkrieg auf Apokolips verwickelt waren.

#### Gilotina
Gilotina ist eine ehemalige Angehörige von Darkseids weiblicher Elitetruppe, den Female Furies. Sie debütierte in Mister Miracle #8 (US) von 1972. In der ursprünglichen Version der „New Gods“ war Gilotina eine Angehörige der ersten Formation der Female Furies, in neueren Versionen des Stoffes wurde sie einer Art „Nachwuchsgruppe“ der Furies mit Bloody Mary, Speed Queen und Malice Vundabarr zugerechnet. Ihren Namen verdankt die äußerlich liebliche Gilotina ihrer Fähigkeit durch nahezu jedes Material mit ihren bloßen Händen hindurchzuschlagen (wie die Guillotine der Französischen Revolution). Gilotina sagte sich nach einer Reise zur Erde und der Begegnung mit dem attraktiven Wissenschaftler Tommy Thompkins – in den sie sich verliebte – zeitweise von den Female Furies los und schloss sich dem sogenannten „Project Cadmus“ an, einer Forschungseinrichtung der amerikanischen Regierung, die sich mit der Untersuchung und Erforschung von außerirdischem Genmaterial befasst, an. Später kehrte sie nach Apokolips zurück und wurde zur neuen Anführerin der Female Furies.

#### Glorious Godfrey
Glorious Godfrey ist ein Diener von Darkseid, dem despotischen Herrscher von Apokolipse und gehört der „Elite“, einer Auswahl von Darkseids wichtigsten Domestiken, an. Er verfügt über die Gabe, kraft seiner Worte Götter und Menschen von der Richtigkeit dessen was er sagt überzeugen zu können. Gordon Godfrey debütierte in Forever People #3 (US) von 1971. Seine Schwester ist die Göttin Amazing Grace, die über ähnliche Kräfte gebietet: Während Godfrey sich der Überzeugung widmet, befasst Grace sich mit Manipulation.
Ursprünglich war Godfrey ein relativ bedeutungsloser Charakter in der „Four World“-Mythologie (zwischen 1971 und 1986 hatte er lediglich drei Auftritte): Dies änderte sich mit der Mini-Serie Legends von 1986 in der er der Hauptbösewicht in einem Plan Darkseids war, die Bevölkerung gegen irdische Helden wie Superman aufzuhetzen. Zu diesem Zweck begann Godfrey als populistischer Politiker Gordon G. Godfrey (eine Anspielung auf die Comicfigur J. Jonah Jameson und den Watergate-Einbrecher G. Gordon Liddy) eine Hetzkampagne gegen die Helden zu inszenieren, indem er der Öffentlichkeit „die Augen öffnete“ um ihr zu zeigen, dass die Helden mehr eine Gefahr als eine Hilfe seien und sie daher „weg“ müssten. Ziel war es, die Menschheit und ihre Verteidiger zu entzweien, um so eine Invasion der Erde durch Apokolips vorzubereiten, die ohne die Helden umso leichter sein sollte. Godfreys Plan scheiterte schließlich: Er wurde besiegt, ins Belle Reve Gefängnis eingewiesen und von dort von Darkseids Dienerinnen, den Female Furies befreit.
Glorious Godfrey trat in der Zeichentrickserie „Justice League Unlimited“ auf (US-Synchronstimme: Enrico Colantoni). Hier ist er der Moderator einer sensationslüsternen Talkshow, der in seiner Sendung gegen die Helden des Superheldenteams „Justice League“ herzieht und diese beschuldigt eine Gefahr zu sein, bis seine Sendung nach einer der weltenrettenden Taten des Teams vom Sender ins Nachtprogramm verlegt wird.

#### Granny Goodness
Granny Goodness („Großmutter Gütig“) ist die tyrannische Leiterin des Waisenhauses von Apokolips und nach Darkseid und Desaad die drittmächtigste Person des Planeten. Sie ist Anführerin der Female Furies, einer Gruppe von weiblichen Elitesoldaten, die in Darkseids Diensten steht. Sie debütierte in Mister Miracle #2 (US) vom Mai 1971. Granny Goodness Name ist ein invertierter sprechender Name: Ein sprechender Name ist ein Name der die Person die ihn trägt durch ihre äußere Bezeichnung ihrem inneren Wesen nach charakterisiert. Ein invertierter sprechender Name ist ein sprechender Name der bestimmte Andeutungen über den Charakter einer Figur macht die tatsächlich das genaue Gegenteil dessen ist als das ihr Name sie ausgibt. So ist die „gütige“ Granny alles andere als gütig: Sie ist eine herrische, grausame, rücksichtslose und brutale Frau, die erkennbar an den Waisenhausleitern bei Charles Dickens orientiert ist.
Als Leiterin des Waisenhauses von Apokolips ist Granny Goodness für die Erziehung Ausbildung des Nachwuchses für Darkseids Kadertruppen zuständig: In einer Karikatur jeder Erziehung werden die Kinder misshandelt, gequält, brutalisiert und tyrannisiert, bis sie zu tödlichem „Kampfmaterial“ herangewachsen sind. Zu ihren Zöglingen zählten unter anderem Big Barda, die zeitweilige Anführerin der Furies und Scott Free (Mister Miracle) der Sohn von Izaya, dem Herrscher von New Genesis, der zur Besiegelung des Friedens zwischen New Genesis und Apokolips gegen Darkseids Sohn Orion ausgetauscht worden war: Scott Free war der erste Zögling von Grannys Waisenhaus, dem es gelang, aus diesem zu fliehen. Nach verschiedenen Auseinandersetzungen mit den Göttern von New Genesis und den Helden der Erde wurde Granny Goodness schließlich nach der Zerstörung von Apokolips auf die Erde verschlagen, wo sie sich als Betreiberin eines Bordells betätigt.
Granny Goodness hatte mehrere Auftritte in den Zeichentrickserien „Superman: The Animated Series“ und „Justice League Unlimited“ (US-Synchronstimme: Ed Asner).

#### Grayven
Grayven ist der drittgeborene Sohn von Darkseid, dem Herrscher von Apokolips. Er debütierte in Green Lantern #74 (US) vom Juni 1996 (Autor: Ron Marz, Zeichner: Darryl Banks). Grayven ist übermenschlich stark und verfügt über eine abgeschwächte Form von Darkseids Omegaeffekt: Einer Strahlenkraft, mit der er sich selbst und andere durch Raum und Zeit teleportieren kann, mit dem andere verletzten und töten kann und Gegenstände „wie von Geisterhand“ bewegen kann.
Obwohl Grayvens Mutter bislang in keiner Geschichte vorgestellt wurde, ist es mittlerweile ein fest etabliertes Faktum innerhalb der „Fourth World“-Mythologie, dass Grayven ein Sohn Darkseids ist. Von Darkseid nicht als würdig anerkannt ihm zu dienen wurde Grayven von Apokolips verbannt und baute Grayven seine eigene intergalaktische Armee auf. Mit dieser zerstörte er zahllose Planeten, um sich die Anerkennung seines Vaters zu erarbeiten: Im Zuge seiner Zerstörungs- und Eroberungszüge erreicht er schließlich den Planeten Rann, auf dem sich ihm der Erdenheld Green Lantern und John Stewart, ein Mitglied der intergalaktischen Polizeitruppe Darkstars entgegenstellten. Sie konnten Grayven besiegen und mit dem sogenannten Zeta-Strahl, einem Teleportationsstrahl der Lebewesen an andere Orte versetzen kann, ins Innere der Erde, zum Erdkern schicken. So wähnten sie Grayven unschädlich gemacht. Grayvens Truppen zerstreuten sich hernach – seine Armee zerfiel. Später gelang es Grayven sich mit bloßen Händen bis an die Erdoberfläche vorzugraben und sich infolgedessen mehrere Rückkämpfe mit Green Lantern zu liefern. Gemeinsam mit Darkseid, der Monarchin Maxima vom Planeten Almerac und dem Weltraumabenteurer Adam Strange half Grayven schließlich dem Helden Superman im Kampf gegen den planetenzerstörenden Weltraumriesen Imperiex. Nach dem Sieg über Imperiex verbannte Darkseid Grayven auf die Erde, wo er bis heute ein eher klägliches Dasein fristet.

#### Heggra
Heggra war die Mutter von Darkseid (Uxas) dem Despoten von Apokolips und seine Vorgängerin als Herrscherin über den Planeten. Sie debütierte in New Gods #7 (US) von 1972. Sie trat ihr Amt als Herrscherin in der Nachfolge ihres Gatten Yuga Khan an, nachdem dieser bei dem Versuch den promethischen Wall zu durchbrechen und in das Innere der Quelle (der konzentrierten Macht des Universums) einzudringen ums Leben gekommen war. Da Heggra die erste Gemahlin ihres Sohnes Uxas, eine sanfte Frau Suli, für unwürdig hielt, ließ sie diese ermorden und zwang ihn eine andere Frau, die ihm verhasste, wilde Mea zu heiraten. Uxas, der ihr dies niemals verzieh und der seiner Mutter außerdem die Herrschaft über Apokolips neidete, ließ Heggra schließlich von seinem Handlanger Desaad ermorden, der Heggras Mahlzeit bei einem Bankett vergiftete. Nach dieser Mordtat bestieg Uxas unter dem Namen Darkseid den vakant gewordenen Thron von Apokolips.

#### Himon
Himon ist ein Erfinder und Wissenschaftler der auf Apokolips lebt, wo er sich als Widerstandskämpfer gegen das Regime des despotischen Gottes Darkseids betätigt. Himon half dem jungen Gott Scott Free (Mister Miracle) dabei aus der Gefangenschaft im Waisenhaus der tyrannischen Granny Goodness und vom Planeten Apokolips überhaupt zur Erde zu fliehen. Er hat eine Tochter, Bekka, einer ehemaligen Geliebten Orions, mit der im Untergrund in den Katakomben den technisierten Planeten lebt. Von einem kurzen Exil auf New Genesis kehrte er nach Apokolips zurück, um den Unterdrückten dort Hoffnung zu spenden und um seine Funktion als lebendiges Fanal gegen die Gewaltherrschaft Darkseids wieder aufzunehmen. Kirby gab an, Himon sei ihm persönlich die liebste aller seiner Figuren.

#### Kalibak
Kalibaks (auch „Kalibak der Schreckliche“) ist Darkseids grausamer ältester Sohn. Er entstammt der Verbindung des Despoten mit der Göttin Suli und ist ein Wesen von nahezu unbezähmbarer Wildheit. Kalibak, der in New Gods #1 (US) vom Februar 1971 debütierte, verfügt über schier grenzenlose Körperkraft, Robustheit und Ausdauer und zeichnet sich vor allem durch seine nahezu unerschöpfliche Kampfeslust aus. Er ist unentwegt darum berühmt, sich die Anerkennung seines ihn nur wenig schätzenden Vaters zu erarbeiten, scheitert dabei aber meistens schon im Ansatz. Äußerlich ähnelt er mit einer bärenähnlichen Statur (213 kg bei 2,05 m Länge), einer langen Zottelmähne und abstehenden, spitzen Eckzähnen einem Urzeitmenschen.
Kalibak ist einer der mächtigsten Krieger von Apokolips. Seine Rücksichtslosigkeit im Kampf und seine Gnadenlosigkeit gegen die von ihm besiegten Feinde brachten ihm den Spitznamen „Kalibak the Cruel“ („Kalibak der Grausame“) ein. Im Kampf verlässt er sich auf seine nahezu grenzenlosen Körperkräfte und seine Beta Keule (Beta-Knüppel), einer technisch hochgezüchteten Keule die Energieimpulse absondern kann. Als treuer Gefolgsmann Darkseids war er an vielen Angriffen der Götter von Apokolips auf New Genesis beteiligt. Sein häufigster Gegner dabei ist sein ihm verhasster Halbbruder Orion. Andere Gegner, mit denen Kalibak schon zu tun hatte, waren die irdischen Helden Superman und Green Lantern. Ein ambivalentes Verhältnis verbindet Kalibak mit Darkseids Gefolgsmann Desaad: Einerseits ermordete Desaad einst Kalibaks Mutter Suli im Auftrag von Kalibaks Großmutter Hegra, wofür Desaad Kalibak verhasst ist, andererseits ist Desaad Kalibaks treuester Verbündeter beim Schmieden eigener Pläne gegen die New Gods oder die Bewohner der Erde.
Kalibak trat in den Zeichentrickserien „Super Friends“ (US-Synchronstimme: Frank Welker), „Superman: The Animated Series“ (Stimme: Michael Dorn) und „Justice League Unlimited“ auf, in denen er als „Mann fürs Grobe“ sich Kämpfe mit Superman und Lobo lieferte.

#### Kanto
Kanto ist der „Leibmörder“ Darkseids. Optisch ist er deutlich erkennbar dem Renaissance-Fürsten Cesare Borgia nachempfunden: Er kleidet sich wie ein Höfling aus der Zeit der italienischen Renaissance, trägt einen Degen als galante Waffe und demonstriert in einem Verhalten wie auch in seiner Sprache trotz seines blutigen Berufes die Tugenden eines Kavaliers, insbesondere gegenüber seinen weiblichen Kontrahenten. Dies hindert ihn allerdings unter keinen Umständen an der Ausführung seiner Mordaufträge. Kirby selbst gab an sich bei Kanto an Winston Churchills Diktum „Wenn du einen Mann umbringst kostet es nichts höflich zu sein“ orientiert zu haben. Kanto, der zu seinem Beruf das Verhältnis eines Künstlers zu seinem Werk hat, debütierte in Mister Miracle #1 (US) von 1970.
Ursprünglich war Kanto ein Schüler namens Iluthin in Granny Goodness Waisenhaus, der Zuchtstätte für die Diener Darkseids auf Apokolips. Beschuldigt Waffen von Darkseids Leibmörder Kanto 13 gestohlen zu haben, wurde Iluthin auf die Erde des 16. Jahrhunderts (Renaissance-Zeit) verbannt. Dort lebte er in Italien, wo er sich von den Meistern des Schwertkampfes im Umgang mit der Klinge unterweisen ließ und sich in eine Frau namens Claudia verliebte. Während seiner Hochzeit wurde Iluthin von Kanto 13 attackiert, der Claudia vor dem Traualtar tötete, Iluthin jedoch letztlich unterlag. Darkseid tötete Kanto 13 für sein Versagen und machte Iluthin unter dem Namen Kanto zu seinem neuen Leibmörder. In dieser Funktion bekommt er es mit solchen Helden wie Mister Miracle (in dessen diversen Serien er einer der wiederkehrenden Hauptgegner ist), Superman und Wonder Woman zu tun. Bei seiner Arbeit bedient er sich vorzugsweise des Degens als Waffe seiner Wahl, daneben verfügt er aber auch über beachtliche Körperkräfte und ein hohes Maß von Unverwundbarkeit – so überlebte er ted after Supeinmal den Sturz in eine Feuergrube des Planeten.
Kanto trat in den Zeichentrickserien „Superman: The Animated Series“ (US-Synchronstimme: Michael York) und „Justice League Unlimited“ auf. In der ersten versorgte er die Intergang mit apokalyptischer Technologie in ihrem Kampf gegen Superman, in der zweiten beteiligte er sich an einem Krieg um die Herrschaft über Apokolips nach Darkseids scheinbaren Tod.

#### Lashina
Lashina (sinngemäß „Peitschenfrau“, Neologismus aus engl. lash „Peitsche“) ist eine Angehörige der „Female Furies“, einer ausschließlich aus weiblichen Göttern bestehenden Eliteformation der Streitkräfte von Apokolips. Lashina gehört zu den Gründungsmitgliedern der von der bösen Göttin Granny Goodness ins Leben gerufenen Einheit der Female Furies. Sie debütierte in dem Comicheft Mister Miracle #6 (US) vom Januar 1972. In der Ursprungsformation der Furies diente Lashina unter der Kommandeurin Big Barda, später – nach Bardas Flucht von Apokolips – übernahm Lashina selbst zeitweise die Führung der Gruppe, der neben ihr noch die Göttinnen Bernadeth, Mad Harriet, Stompa und Wunda angehören. Lashina verfügt über übermenschliche Stärke, Geschwindigkeit und Ausdauer, sowie als Kampfwaffe über eine elektrisch geladene Peitsche. Von Bernadeth, die ihr die Führung der Gruppe neidete, verraten, blieb Lashina zeitweise als „Gestrandete“ auf der Erde zurück, wo sie sich unter dem Decknamen „Duchess“ der Suicide Squad, einer von der US-amerikanischen Regierung finanzierten Söldnereinheit anschloss. Später gelang es Lashina nach Apokolips zurückzukehren. Dort versöhnte sie sich schließlich mit Bernadeth und seither führen beide gemeinsam die Furies. Im Auftrag von Darkseid ist Lashina im Kampf bereits gegen verschiedene New Gods von New Genesis, sowie gegen irdische Helden wie Superman, Wonder Woman, Superboy, Supergirl und die Birds of Prey angetreten.
Lashina hatte Auftritte in den Zeichentrickserien „Superman: The Animated Series“ und „Justice League Unlimited“ (US-Synchronstimme: Diane Michelle), in denen sie in gewohnte rManier als Dienerin Darkseids bei verschiedenen Unternehmungen, die Herrschaft über die Erde zu erlangen, auftritt.

#### Knockout
Knockout ist eine ehemalige Angehörige der Female Furies, einer Elitetruppe von Darkseids Streitkräften, die nur aus Frauen besteht. Knockout – eine großgewachsene amazonenhafte lebensfreudige und rauflustige junge Frau mit einem „Feuerschopf“ aus langen roten Haaren – debütierte in Superboy #1 (US) vom Februar 1994 (Autor: Karl Kesel, Zeichner: Tom Grummett). Mit eigentlichem Namen heißt Knockout Kay. Sie verfügt über gewaltige Körperkräfte und ein gewisses Maß an Unverwundbarkeit, sowie die Fähigkeit selbst schwerste Verwundungen zu heilen. Um dem tristen Dasein auf Apokolips zu entkommen, floh Knockout zur Erde, wo sie zunächst als Stripperin in einem Nachklub namen „BoomBoom Room“ auf Hawaii arbeitete. Später traf sie mehrfach auf Superboy, den sie manchmal zum „Spaß“ bekämpfte (Superboy #3, US), manchmal aber auch im Kampf gegen andere Kriminelle unterstützte (Superboy #18-19, US). Der Versuch der Female Furies sie nach Apokolips zurückzuholen scheiterte am gemeinsam Widerstand von Knockout, Superboy und der hawaiischen Polizei. Zeitweise war sie Superboys Partnerin im Kampf gegen das Verbrechen auf Hawaii, nachdem Knockout jedoch ihr wahres Gesicht gezeigt und einen Polizisten erschlagen hatte und außerdem von Superboy verlangt hatte, er solle einen Mann namens Victor Volcaneum erschlagen, wandte er sich gegen sie und half mit Knockout zu verhaften. Nach einer langen Inhaftierung gelang es ihr schließlich zu fliehen: Sie begann eine homosexuelle Beziehung mit der Kriminellen Scandal Savage mit der gemeinsam sie sich einer Gruppe aus abenteuerlustigen Söldnern namens Secret Six anschloss, deren Abenteuer in einer gleichnamigen Serie erzählt wurden. Während dieser Zeit wurde sie von der Attentäterin Pistolera schwer verwundet, erholte sich aber schließlich, und begann eine Affäre mit dem Söldner Deadshot.

#### Mad Harriet
Mad Harriet ist eine Angehörige von Darkseids weiblicher Elitetruppe, den „Female Furies“. Sie debütierte in Mister Miracle #6 (US) von 1972. Mad Harriet ist eine geisteskranke Frau mit einem wilden Erscheinungsbild, die dazu neigt hysterisch-laut, hyänenhaft zu kichern. Harriet, die im Waisenhaus der tyrannischen Granny Goodness aufwuchs, zu der sie eine besondere Art von Zuneigung empfindet, ist grausam, aggressiv und sadistisch veranlagt, zudem scheint sie Schmerzen zu genießen, also Masochistin zu sein. Sie entspricht von allen „Furien“ optisch und verhaltensmäßig am ehesten dem, was man sich unter dem Namen vorstellt: Sie besitzt lange, wild fallende Haare, lange, scharfe Krallen und ein grimassenhaft (ebenfalls hyänenähnlichen Mund) mit langen, spitzen Zähnen. Mad Harriet gehört neben Big Barda, Lashina, Stompa und Bernadeth der Ursprungs-Formation der Female Furies an mit denen sie nach wie vor häufig als Team arbeitet.
In der Vergangenheit hat Darkseid Mad Harriet gegen New Gods wie Orion und Lightray, sowie gegen irdische Helden wie Firestorm, Superman, und Hawkgirl antreten lassen. Eine Freundin fand sie in der – ebenfalls geisteskranken – Erdenfrau Harley Quinn. Daneben trat die Figur in den Zeichentrickserien „Superman: The Animated Series“ (US-Synchronstimme: Andrea Martin) und „Justice League Unlimited“.

#### Malice Vundabarr
Malice Vundabarr ist die Nichte des Gottes Virman Vundabarr und eine Angehörige der Nachwuchsformation von Darkseids weiblicher Elitetruppe, den „Female Furies“. Sie debütierte in Hawk and Dove #21 (US; Co-Autoren und -Zeichner: Barbara und Karl Kesel). Malice ist ein geisteskrankes, grausames zynisches kleines Mädchen, das über ein Schattenmonster namens Chessure gebietet. Malice Name und Erscheinungsbild basiert auf der Titelheldin Alice aus Lewis Carrolls Kinderbuch „Alice Adventures in Wonder Land“, Chessure basiert auf der in diesem Buch vorkommenden Figur der „Grinsekatze“ (Chesire Cat [!]). Meist täuscht sie vor ein wehrloses kleines Mädchen zu sein, um dann Chessure heraufzubeschwören und andere Götter oder Menschen brutal zu attackieren. Meist arbeitet sie im Team mit Speed Queen, Bloody Mary und Gilotina. In der Vergangenheit hat sie im Auftrag Darkseids bereits gegen solche Gegner wie die Superhelden Superman, Hawk und Dove und Savage Dragon gekämpft.

#### Mantis
Mantis ist ein Krieg im Dienst von Darkseid und Teil von dessen Leibgarde, der sogenannten „Elite“. Er debütierte in The Forever People #2 (US) vom Juni 1971. Mantis ist einer der mächtigsten Götter von Apokolipse: Er kann fliegen, Energie die auf ihn abgefeuert wird speichern und zurückschleudern und extreme Hitze und Kälte aus seinem Körper erzeugen und absondern. Er hatte einen Auftritt in einer Folge der Zeichentrickserie „Justice League Unlimited“ in der er versucht, die Erde als seine neue Heimat zu erobern. Er wird schließlich von Superman und Captain Atom besiegt und zurück nach Apokolips geschickt.

#### Mortalla
Mortalla ist eine Dienerin von Darkseid, dem Herrscher von Apokolips, und dessen dritte Gemahlin. Sie debütierte in Orion #6 (US) vom November 2000 (Autor und Zeichner: Walt Simonson). Mortala war ursprünglich eine Dienerin Darkseids und Angehörige seiner Leibgarde der sogenannten „Elite“, später wurde sie die Geliebte seines Sohnes Orion, bevor sie schließlich ihren Herren heiratete und zu Darkseids dritter Gemahlin wurde. Mortalla ist eine attraktive, blauhäutige junge Frau die der mesopotamischen Göttin Ischtar nachempfunden ist. Ihre herausragendste Fähigkeit ist die Gabe, andere Götter und Menschen durch die Berührung mit ihrer linken Hand zu töten und durch die Berührung mit ihrer rechten Hand in Schlaf zu versetzen.

#### Mokkari und Simyan
Mokkari und Simyan sind zwei Wissenschaftler von Apokolips, die Darkseid zur Erde schickte, um dort Unruhe zu stiften. Diesem Auftrag leisten sie in unregelmäßigen Intervallen Folge, indem sie in ihrem Geheimlabor, der sogenannten „Evil Factory“ („Fabrik des Bösen“, auch Monster Factory genannt), das sich tief unter der amerikanischen Großstadt Metropolis (und zeitweise in der sogenannten „weißen Dimension“ in der es keine Farben gibt) befindet, allerlei Monster durch genetische Experimente im Reagenzglas erzeugen, die sie aufzüchten und schließlich freisetzen, um die Erde zu terrorisieren. Ziel dieser Aktion ist es, die Erde ins Chaos zu stürzen, um so den Boden für eine Invasion von Metropolis zu bereiten. Während Simyan Monster mit langen Krallen und Zähnen bevorzugt, kreiert Mokkari vorzugsweise Kreaturen mit Teleskopaugen. Beide Figuren debütierten in Superman's Pal Jimmy Olsen #135 (US) vom Januar 1971. Während Simyan (englisch simian „affenhaft“) äußerlich einem haarigen Neandertaler ähnelt, ist Mokkari ein gelbhäutiger Mann mit Vollglatze und eigentümlichen Tätowierungen auf dem Schädel die denen des Seemannes und Harpuniers Queque aus Herman Melvilles Roman „Moby-Dick“ nachempfunden sind.
Mokkari und Simyan in ihrer ursprünglichen Inkarnation wurden schließlich im Kampf mit dem Helden Superman und seinem Freund Jimmy Olsen, einem abenteuerlustigen Zeitungsfotographen, getötet. Dank einem genetischen Experiment des verrückten Wissenschaftlers Dabney Donovan, der das Genmaterial der Toten für seine Forschung im Project Cadmus (einer geheimen Klonforschungseinrichtung der US-Regierung) verwendete, konnte das Duo schließlich jedoch als Klone auferstehen und seine „Monsterproduktion“ wieder aufnehmen.

#### Paradämonen
Die  Parademons (Paradämonen) bilden das Gros der Streitkräfte von Apokolips. Bei ihnen handelt es sich um dämonische Wesen die mit robotischen Prothesen ausgestattet sind, die sie ausdauernder machen und ihnen das Fliegen ermöglichen. Die Parademons sind überwiegend dumm und erfüllen eine Doppelfunktion: Innenpolitisch wirken sie als Ordnungskräfte mit Polizeifunktion auf Apokolips, außenpolitisch dienen sie als Armee im Kampf gegen äußere Feinde. Parademons traten erstmals in New Gods #1 (US) von 1971 auf.
Bekannte Parademons sind unter anderem 3g4, der eine eigene Identität entwickelte (Aquaman #37, US), Pharzoof, ein korrupter Parademon der sich gegen Darkseids Regime wandte (Birds of Prey #12, US) und Topkick, ein Ausbilder der Parademon-Einheiten (Aquaman #37, US). In der Serie „Total Justice“ trat ein Parademon namens Mike als Mitglied des gleichnamigen Heldenteams auf (Total Justice #1, US). Mike war zuvor von Darkseid auf einer Karibikinsel vergessen worden und hatte dort ein eigenes Bewusstsein entwickelt: Um sich Gesellschaft zu verschaffen entführte er Menschen von vorbeifahrenden Schiffen. Als die Justice League auf ihn aufmerksam wurde, schloss er sich dieser an. Zuletzt trat in der Serie Secret Six, ein namenloser, Darkseid abtrünniger Parademon auf Mitglied dieses Teams auf. Dieser Parademon starb jedoch bereits in einer frühen Ausgabe der Serie und tritt seither nur noch in ausgestopfter Form im Hintergrund des Verstecks der Six auf.
Parademons traten in den Zeichentrickserie „Super Friends“ – wo sie aufgrund des Protestes amerikanischer Elternverbände die Anstoß an dem Wort „Dämon“ im Fernsehen nahmen „Para-Drones“ genannt wurden – sowie in „Superman: The Animated Series“ und „Justice League Unlimited“ auf. In allen drei Serien traten die Demons in altbekannter Weise als loyale und stillschweigende Handlanger Darkseids auf.

#### Pharzoof
Pharzoof ist ein zwergwüchsiger Parademon. Bei den Parademons handelt es sich um Mischwesen (Cyborgs) aus Dämonen, deren Körper durch robotische „Ergänzungsteile“ verstärkt sind und die in ihrer Masse das Gros der Streitkräfte des Planeten Apokolips bilden. Pharzoof debütierte in Birds of Prey #6 (US; Autor: Chuck Dixon, Zeichner: Greg Land). Pharzoof wurde gemäß den ungnädigen Gesetzen von Apokolips, die dem Schwachen das Recht auf Leben absprechen, nach seiner Geburt wegen seiner körperlichen Kümmerlichkeit ausgesetzt, um zu sterben. Entgegen aller Wahrscheinlichkeit überlebte er und reifte – von dem strikten Konditionierungsprogramm das Parademonen ansonsten über sich ergehen lassen müssen unberührt – zu einer eigenständigen Persönlichkeit heran. Im Gegensatz zu den meisten Parademons, die nur über eine rudimentäre Intelligenz verfügen und darauf angewiesen sind Befehle zu erhalten, um zu wissen, was sie tun sollen, besitzt er einen autonomen, vollfunktionsfähigen Verstand und eigene Ziele. Sein Wunsch war es namentlich, die Herrschaft über Apokolips zu erreichen. Zu diesem Zweck floh er schließlich auf die Erde, wo er sein unirdisches Äußeres hinter einem künstlichen Exoskelett und einem Trenchcoat verbarg, und rekrutierte dort verschiedene Kriminelle für einen Versuch, Apokolips durch eine von ihm angeführte Revolution in seine Gewalt zu bringen. Um diesen Plan zu verwirklichen entführte er mit Hilfe eines Sternenportals (Boom-Tube) einen Gefangenentransport mit US-Marshals und gefassten Schwerverbrechern nach Apokolips, die dort als Keimzelle für die von ihm geplante Revolte dienen sollten. Der Plan misslang schließlich: Während die Marshals und ihre Gefangenen wieder zur Erde zurückkehrten, blieb Pharzoof als ein geächteter Gestrandeter auf Apokolips zurück.

#### Simyan
Siehe Eintrag #Mokkari und Simyan.

#### Sleez
Sleez (phonetisch angelehnt an sleazy „schäbig“) war ein Freund des jungen Uxas, der später als Darkseid zum Gott und Beherrscher von Apokolips werden sollte. Er ist ein grünhäutiger Gnom von etwa 1 m Körpergröße, dessen Leib besonders schmutzig und ansatzweise sogar verwesend aussieht. Optisch ist er offenkundig von der Figur des „Yoda“ aus den „Star Wars“-Filmen beeinflusst. Zu seinem Aussehen passend ist Sleez ein verschlagener Manipulator mit einem besonders üblen Charakter. Er debütierte in Action Comics #592 (US) vom September 1987 (Autor und Zeichner: John Byrne).
Sleez, der selbst für apokalyptische Verhältnisse ein ausnehmend verkommenes Wesen war, das sich eine krankhafte Freude an Grausamkeiten und Perversionen bereitete, wurde schließlich von Darkseid den dieser Gefährte in zunehmendem Maße anzuwidern begann auf die Erde verbannt. Dort verschlug es ihn in Großstadt Metropolis an der amerikanischen Ostküste, in deren Hinterhöfen und Abwasserkanälen Sleez ein pitoyables Dasein fristete. In seiner Gier nach Macht versuchte Sleez schließlich das außerhalb von Metropolis gelegene Project Cadmus, eine von der amerikanischen Regierung ins Leben gerufene Einrichtung zur Untersuchung außerirdischer DNA, in seine Gewalt zu bringen: Die Aktion scheiterte schließlich dank dem Eingreifen des Helden Superman, dem Beschützer von Metropolis. Seinem Drang nach Perversionen folgend nutzte er seine manipulativen Kräfte, um Superman und Big Barda einer Gehirnwäsche zu unterziehen und einen Pornofilm mit ihnen zu produzieren. Später arbeitete Sleez lose mit dem Verbrechersyndikat Intergang zusammen und kam im Zuge dieser Zusammenarbeit in einer Auseinandersetzung mit Superman ums Leben, als sein Fluchtfahrzeug – eine tatsächliche Rakete, die als Jahrmarktattraktion getarnt war – explodierte.

#### Speed Queen
Speed Queen ist eine Angehörige von Darkseids weiblicher Elitetruppe, den „Female Furies“. Sie debütierte in Hawk and Dove #21 (US; Autoren und Zeichner: Karl und Barbara Kesel). Speed Queen bewegt sich mit Supergeschwindigkeit auf Rollschuhen (!) fort. Sie gehört mit Bloody Mary, Malice Vundabarr und Gilotina der Junior- oder Nachwuchsformation der „Furien“ an. Im Auftrag ihres Gebieters Darkseid und ihrer Erzieherin Granny Goodness hat sie bereits gegen die New Gods und gegen solche Erdenhelden wie Superboy, Hawk und Dove, die Sovereign und die Newsboy Legion gekämpft.

#### Steppenwolf
Steppenwolf war der Onkel des Gottes Darkseid und der Bruder von Darkseids Mutter und Vorgängerin als Herrscher über Apokolips, Heggra. Er debütierte in New Gods #7 (US) vom Februar 1972. Während Heggras Herrschaft war Steppenwolf der Oberbefehlshaber über die Armeen von Apokolips. Steppenwolf wurde schließlich während eines Angriffs auf New Genesis von Izaya, dem ersten Highfather, im Zweikampf erschlagen, nachdem er dessen Gattin Avia bei einem Jagdausflug ermordet hatte.
In einer Alternativversion erweckte Darkseid seinen toten Onkel später wieder zum Leben und übergab ihm erneut das Amt des Oberbefehlshabers über die Streitkräfte von Apokolips. In dieser zweiten Version starb Steppenwolf in der Ausgabe #2 der US-Miniserie Legends von 1986. Steppenwolf hatte zudem einen Kurzauftritt in der Zeichentrickserie „Superman: The Animated Series“ in der Folge „Apokolips Now“ in der er sich an der Invasion der Erde beteiligt (US-Synchronsprecher: Sherman Howard). In Zack Snyders Justice League tritt Steppenwolf als Antagonist auf und bedroht die Erde mit seiner Armee.

#### Stompa
Stompa ist eine Angehörige der „Female Furies“, einer Elitetruppe der nur weibliche Krieger angehören, die im Dienst von Darkseid, dem herrschenden Gott von Apokolips steht. Sie debütierte in Mister Miracle #6 (US) vom Januar 1972. Stompa verfügt über immense Körperkräfte und die Fähigkeit durch festes Aufstampfen auf den Boden mit ihren Antimaterie-Stiefeln (!) leichte Erdbeben zu erzeugen. Sie gehört zur ersten und ältesten Formation der „Furien“. Im Auftrag von Darkseid trat sie in der Vergangenheit gegen die New Gods (so Big Barda und Orion) sowie gegen diverse irdische Helden wie Superman, den Martian Manhunter, Supergirl, die Sovereign Seven, Firestorm, Superboy und die Suicide Squad an.
Stompa trat in einer Folge der Zeichentrickserie „Superman: The Animated Series“ auf (US-Synchronstimme: Diane Delano).

#### Tigra
Tigra war die zweite Gemahlin von Darkseid, die dieser auf den Befehl seiner Mutter Heggra ehelichen musste. Sie debütierte in New Gods #1 (US) von 1970. Aus der Verbindung von Darkseid und Tigra ging der Gott Orion hervor. Während Tigra Darkseid verachtete, war diese ihm als aufgezwungene Braut verhasst, so dass die Ehe unter schlechten Vorzeichen stand und äußerst unharmonisch war: Nachdem Darkseid seine Mutter ermordet und den Thron bestiegen hatte, ließ er Tigra zunächst exilieren, später in einen Zustand der Kryostasis versetzen. Später entkam sie nach New Genesis, wo sie schließlich von Handlangern ihres Gemahls (den Suicide Jockeys) ermordet wurde.

#### Uxas
Uxas ist der ursprüngliche Name von Darkseid, dem Beherrscher von Apokolips.

#### Virman Vunderbarr
Virman Vunderbarr (Virman Vundabar) ist ein General von Darkseids Armee, der sein Aussehen, sein Verhalten und seine Pläne dem Habitus und dem Stil preußischer Offiziere nachempfunden hat. So legt er großen Wert auf Disziplin, Präzision und Ordnung, trägt er das charakteristische preußische Offiziersmonokel und soldatisch gescheiteltes, pomadisiertes Haar, das der berühmte „Führertolle“ des deutschen Diktators Adolf Hitler nachempfunden ist. Er debütierte in Mister Miracle (Vol. 1) #5 (US) vom Dezember 1971. Der Name „Vundabar“ (Vunderbarr) wurde ihm in Anlehnung an das deutsche Wort wunderbar gegeben, sein Vorname „Virman“ spielt auf das englische Wort vermin („Ungeziefer“) an, dem es phonetisch sehr ähnelt.
Vunderbarr ist ein Erzfeind von Mister Miracle in dessen (gleichnamigen) Serien er häufig als Gegenspieler des Titelhelden auftrat. In den übrigen New God Serie erscheint er meist als ein Rivale von Granny Goodness und Desaad um die Position des Nachfolgers von Darkseid als Herrscher über Apokolips. In einigen Geschichten, in denen Darkseid tatsächlich oder vermeintlich tot ist, liefern diese drei Seiten sich dementsprechend Kämpfe um die Macht. Vunderbarr verfügt über keine nennenswerten körperlichen Fähigkeiten, dafür jedoch über einen genialen Verstand als Stratege und Taktiker. Vunderbarr hat eine Nichte, Malice, die den Female Furies angehört.
Vunderbarr hatte einen Auftritt in der Zeichentrickserie „Justice League Unlimited“ in der er in einer Episode als interimistischer Herrscher über Apokolips nach dem zeitweisen Verschwinden von Darkseid zu sehen war (US-Synchronstimme: Arte Johnson).

#### Wunda
Wunda ist eine Angehörige von Darkseids Elitetruppe „The Female Furies“. Wunda wurde in den 2000ern nachträglich in den „New Gods“-Stoff eingefügt. Sie ist bislang die einzige schwarzhäutige Figur der Serie.

#### Yuga Khan
Yuga Khan war der Vater von Darkseid und dessen Vorgänger als Herrscher über Apokolips. Er debütierte in New Gods (Vol. 2, US) #17 vom Juni 1990. Yuga Khan war der mächtigste Gott von Apokolips: Er gebot über die Fähigkeit zu fliegen, über schier grenzenlose Körperkraft und Ausdauer, Unverwundbarkeit, die Fähigkeit in einem Vakuum zu überleben und Energien zu absorbieren. Auf seiner Suche nach Erkenntnis versuchte Khan der „Quellenwall“ zu durchbrechen, die Grenze zur Promethischen Galaxien in der das selbst für die Götter nicht erfahrbare Wissen um das Wesen der „Quelle“ als dem Kern und der Grundsubstanz des Universums verborgen ist. Für seine Hybris wurde Yuga Khan bestraft, indem er für alle Ewigkeit an den Quellenwall gefesselt wurde und so – mit diesem verschmelzend – zu einem Teil desselben wurde. Seine Nachfolge als Herrscher über Apokolips trat zunächst seine Gattin Heggra und schließlich sein Sohn Uxas (Darkseid) an.

### Weitere Götter

#### Black Racer
Der Black Racer ist ein Todesbote, der ähnlich den Walküren der nordischen Mythologie, den im Kampf gefallenen Göttern erscheint und sie ins Jenseits („die Quelle“, manchmal auch Hadis genannt) begleitet. Der Racer ist ein düsterer Mann der sich mit fliegenden Skiern und Skistöcken fortbewegt. Er spricht selten und gilt als unerbittlich. Er debütierte in New Gods #3 (US) vom Juli 1971 und gilt als das DC-Pendant zum Silver Surfer aus dem Marvel-Universum. Wenn der Racer keine Toten in den Hadis überführt, ist sein Wirtskörper der Leib des bettlägerigen, komatösen Kriegsveteranen Sergeant William Walker, der im Vietnamkrieg schwer versehrt wurde und seither verkrüppelt ist. Neben den New Gods geleitet der Black Racer manchmal auch Nichtgötter ins Jenseits, so zum Beispiel den Superhelden Superman, dessen Seele er nach dem Tod des Superhelden im Kampf gegen das Monster Doomsday (Superman #75, US) in die Nachwelt überstellte.

#### Grayven
Grayven ist ein Krieger, der behauptet ein unehelicher Sohn Darkseids zu sein.
Grail
Ist die Tochter von Darkseid und der Amazone Myrina und wurde am gleichen Tag geboren wie Wonder Woman und wurde im Zuge des neuen DC Universums eingeführt. Anfangs wird sie nur als Rechtfertigung für Darkseids Inversion der Erde angegeben. Später erfährt man, dass sie Gefangene der US-Regierung ist. Kann infolge der Crime Syndicate Inversion von Erde 3. entkommen. Grail verbündet sich mit dem Anti-Monitor, um ihren Vater scheinbar töten zu wollen. Sie betrügt aber schließlich den Anti-Monitor und tötet ihn. Grail holt ihren Vater mit Hilfe eines alten Amazonen-Rituals in Form eines Babys ins Leben zurück. Später tötet Grail in Auftrag ihres Vaters die Kinder des Göttervaters Zeus, um ihm wieder zu alter Stärke zu verhelfen. Grail besitzt wie ihr Vater die Macht des Omega-Effektes, dazu besitzt sie die kämpferischen Fähigkeiten der Amazonen. Ihr bevorzugte Waffen sind ihre Sense und ein Dreizack.

#### Metron
Metron ist ein Forscher, Wissenschaftler und Erfinder vom Planeten New Genesis. Er ist einer der wenigen New Gods die weder New Genesis noch Apokolips zugerechnet werden können, denn sein einziges Streben besteht in der Suche nach Wissen und Erkenntnis und um dieses Ziel zu erreichen arbeitet er unbefangen von moralischen Erwägungen oder Loyalitäten mit jedem zusammen, den er als einen nützlichen Verbündeten zum Erreichen dieses Zieles ansieht. Dabei denkt er nicht in Kategorien wie „gut“ oder „böse“, da diese seiner Meinung nach irrelevant sind. So half er bereits Desaad Darkseid aus seiner Gefangenschaft im Quellenwall zu befreien, unterstützte aber andererseits auch den Highfather und stellte sich Superman als Ratgeber zur Seite. Metron reist durch Zeit, Raum und Dimensionen mit Hilfe des Moebius Chair, der von dem „Element X“ angetrieben wird.
Zum ersten Mal griff Metron direkt in die Geschicke der New Gods ein, als er von der Entdeckung des sogenannten „Element X“ erfuhr, einem seltenen Material, das seinem Besitzer die Fähigkeit zur Teleportation verleiht. Metron schloss in dem Bestreben sich das Element X anzueignen einen Pakt mit Darkseid und versprach ihm, im Austausch für das Element X Waffen für Apokolips zu entwickeln. Auf diese Weise wurde Metron zum Hauptschuldigen am Ausbruch des ersten Krieges zwischen den beiden Planeten. Aus unbekannten Gründen wechselte er im Krieg jedoch die Seiten und unterstützte die New Gods. Als erst ein Friedenspakt geschlossen wurde und dann, Jahre später Darkseid seinen Pakt mit New Genesis wieder brach, machte Metron dem Highfather die Schallröhrentechnologie zugänglich und informierte ihn außerdem über Darkseids Plan, die Erde zu erobern.
Hernach setzte er seine Suche nach dem Wissen wieder fort, da er hofft, das er durch das angesammelte Wissen eines Tages in der Lage sein wird in das Innere der „Quelle“ selbst vorzudringen. Auf einer dieser Reisen begegnete er dem sogenannten „Anti-Leben“. Angesichts dieser erschreckenden Entdeckung erlitt sein Verstand großen Schaden und er fiel in einen komaähnlichen Zustand. In diesem Zustand wurde er von Darkseid gefunden, der gemeinsam mit dem Highfather und den Helden der Erde das Anti-Leben bekämpfte, das Metron durch das Eindringen in dessen Dimension freigesetzt hatte. Als der Kampf vorbei war, erwachte Metron aus seinem Koma und war erneut vollkommen unbeeindruckt von dem Schaden, den er verursacht hatte.
Metron debütierte in New Gods #1 (US) vom Februar 1971.
Metron hatte Auftritte in den Zeichentrickserien „Superman: The Animated Series“ (Folge: „Apokolips … Now!“) und „Justice League Unlimited“, in letzterer wurde er im US-Original von Daniel Dae Kim synchronisiert.

### Erdenbewohner der „Fourth World“-Mythologie

#### Bruno „Ugly“ Mannheim
Bruno Mannheim genannt „Ugly“ ist ein Krimineller der in der amerikanischen Großstadt Metropolis lebt. Er ist ein Diener Darkseids und unterstützt diesen, indem er durch kriminelle Machenschaften im großen Stil Unruhe auf der Erde verursacht, um so den Boden für die von Darkseid geplante Eroberung des Planeten zu bereiten. Mannheim wird von Darkseid und Desaad mit Waffen und anderer Technologie von Apokolips versorgt.
Mannheim – ein normalsterblicher Mensch – ist einer der mächtigsten Kriminellen von Metropolis. Seit seiner Kindheit stand er mit Darkseids Assistenten Desaad in Verbindung, der Mannheim half, das von Mannheims Vater Boss Moxie gegründete Verbrechersyndikat Intergang zu übernehmen. Die Führung musste Mannheim später zeitweise an den Medienmogul Morgan Edge abgeben, der die Kontrolle über Intergang übernahm, während Mannheim sich damit begnügte das Exekutivbüro der Bande zu leiten und besonders wichtige Aktionen selbst durchzuführen. Aufgrund seines abstoßenden Äußeren und seiner brutalen Art wurde ihm der Spitzname „Ugly“ („der Hässliche“) gegeben. Nachdem Mannheim während einer Auseinandersetzung mit Superman ums Leben gekommen war, galt seine Geschichte als abgeschlossen. Er wurde schließlich jedoch von Darkseid wiederbelebt, mit der Folge, dass er seitdem ein geisteskranker Psychopath ist. Er wurde Anführer der „Religion of Crime“ und betete seitdem das Verbrechen um seiner selbst willen an und berief sich auf die sogenannte „Crime Bible“ die angeblich aus dem Stein gefertigt ist mit dem Kain – der erste Mörder der Geschichte – Abel erschlug. Schließlich wird er von Batwoman, alias Kate Kane, durch einen Messerwurf getötet, deren Schwester Beth unter dem Pseudonym Alice seine Nachfolge in der „Religion of Crime“ antritt.
Mannheim debütierte in Superman's Pal Jimmy Olsen #139 (US) vom Juli 1971.
Manheim trat in fünf Folgen der Zeichentrickserie „Superman: The Animated Series“ auf, wo er ebenfalls als Lakai Darkseids fungiert (US-Synchronstimme: Bruce Weitz).

#### Knockout
Knockout ist eine ehemalige Angehörige der Female Furies, die von Apokolips floh und sich auf der Erde niederließ.

#### Morgan Edge
Morgan Edge ist ein korrupter Geschäftsmann der in Metropolis lebt. Edge ist ein Diener Darkseids und Desaads.

#### Oberon
Oberon ist der beste Freund und Manager von Scott Free, einem der Götter von New Genesis der sich auf der Erde als Entfesselungskünstler niedergelassen hat. In den verschiedenen Serien der Mister Miracle-Reihe, die ein Teil der „Fourth World“-Mythologie ist, ist Oberon eine der wichtigsten wiederkehrenden Nebenfiguren.
Oberon ist ein kleinwüchsiger, weißhaariger ehemaliger Schausteller, der nach dem Herren der Elfen aus Shakespeares Stück „Ein Sommernachtstraum“ benannt ist. Der „Zwerg“ Oberon macht seinen geringen Körperwuchs durch seine Findigkeit, Energie und einen ausgeprägten Geschäftssinn wett. Oberon schloss sich als Waise einem Wanderzirkus an, bei dem er als Tierpfleger und Assistent Arbeit fand. Nachdem Oberon lange von dem tyrannischen Direktor des Zirkus körperlich und seelisch gequält worden war, fasste sich der Entfesselungskünstler der Truppe Thaddeus Brown, der unter dem Künstlernamen Mister Miracle auftrat, ein Herz und befreite ihn aus der Abhängigkeit des Direktors und machte ihn zu seinem Protegé. Gemeinsam schlossen sich Brown und Oberon einem Jahrmarkt an, auf dem Brown weiterhin als Entfesselungskünstler auftrat.
Als Brown auf der Suche nach seinem im Vietnamkrieg verschollenen Sohn in Hanoi von dem Kriminellen Steel Hand ermordet wurde, übernahm Scott Free die Rolle des Mister Miracle. Neben ihrer Tätigkeit als Jahrmarktkünstler erleben Oberon und Mister Miracle gemeinsam zahllose Abenteuer auf der Erde und im Weltraum. Oberons Beziehung zu Frees Ehefrau Big Barda ist ambivalent, obwohl sie sich beide gegenseitig unentwegt hänseln und beleidigen (Oberon nennt Barda „langbeinig und hirnlos“, sie verspottet seine geringe Größe), schätzen sie sich heimlich einander über alle Maßen und betrachten sich als Freunde.

## Technologie aus der „Fourth World“-Mythologie

### Motherbox
Eine Motherbox (auch Mutterbox) ist ein meist als kleine Schachtel dargestellter Computer mit Eigenleben. Entwickelt wurden die Motherboxen vom auf Apokolips lebenden Wissenschaftler Himon unter Verwendung des Element X. Motherboxen können die Energie der Quelle nutzen, Boom-Tubes erzeugen, Verletzungen heilen und auf telepathischem Weg mit ihren Träger kommunizieren.

### Boom-Tube
Die Boom-Tube (auch „Schallröhre“) ist ein Transportgerät dessen sich die Bewohner von New Genesis und Apokolips bedienen, um interstellare Reisen binnen kurzer Zeit zu bewältigen. Dabei handelt es sich um eine Art Portal aus Licht, die es den „New Gods“ durch einfaches Durchschreiten ermöglicht von einem Ort des Universums an einen beliebigen anderen Ort zu springen. Das Innere dieser Portale wird als „Boom Lanes“ bezeichnet. Das Konzept dieser „Lichtportale“ ist eines der ältesten und beliebtes der „Fourth World“-Mythologie. Den Namen Boom-Tube verdanken die Portale dem lauten Knall („boom“) den sie bei ihrer Öffnung verursachen. Innerhalb des DC-Universums kommen die Schallröhren häufig zum Einsatz, insbesondere als Deus ex machina um Helden aus aussichtslosen Situationen zu befreien oder Schurken die Flucht zu ermöglichen.

### Super-Mobile
Das Super-Mobile (auch Super-Cycle) ist das ca. 2 m hohe, flugfähige futuristische Motorrad der Forever People, mit dem diese bis ins Weltall vordringen können. Es ist eine Art „lebendige Technologie“ und kann mit großer Geschwindigkeit fahren und sich selbst und seine Passagiere unberührbar machen.

### Turmoil
Turmoil (Tumultor; deutsch „Aufruhr, Unruhe“) ist der Name einer auf Apokolips hergestellten Kriegsmaschine bzw. einem Bautypus immer gleicher Kriegsmaschinen. Bei den „Tumultoren“ handelt es sich um autonom handelnde Roboter deren Programmierung vorsieht, im zugewiesenen Einsatzgebiet möglichst große Verwüstungen anzurichten. Der erste „Turmoil“ wurde in Adventures of Superman #456 (US) von 1989 gezeigt. Morgan Edge setzte dort einen „Turmoil“ ein, indem er ihn Teile der Innenstadt von Metropolis zerstören und die Journalisten Lois Lane und Clark Kent (Superman) angreifen ließ. Superman und der Vigilant José Delgado konnten diesen ersten Turmoil gemeinsam besiegen und zerstören. Seither haben Darkseid und seine Gefolgsleute wiederholt neue Turmoils zum Erreichen ihrer Zwecke eingesetzt.